# Tesouro-Museu da Sé de Braga
O Tesouro-Museu da Sé de Braga localiza-se numa das dependências da catedral da cidade de Braga, em Portugal.

## História
O museu foi fundado em 1930 na antiga casa do Cabido, mandada, construir no início do século XVIII, pelo arcebispo D. Rodrigo de Moura Teles.
Os seus primeiros directores foram os cónegos Manuel Aguiar e Luciano Afonso dos Santos.
Recebeu obras de ampliação entre 2003 e 2007, segundo um projecto de recuperação de um quarteirão de cinco edifícios anexos à Sé. O museu contempla além de núcleos temáticos ligados à história da Igreja de Braga, outros núcleos expositivos que retratam o "Nascimento" e "Paixão e Morte" de Jesus Cristo. Essa exposição permanente recebeu o nome "Raízes de Eternidade: Jesus Cristo – Uma Igreja". Outro núcleo diz respeito à exposição de peças de ourivesaria e paramentaria.

## Acervo
Vários objectos de culto, como paramentos, missais, arte sacra. O destaque vai para a cruz que foi usada na Primeira missa no Brasil, levada por Pedro Álvares Cabral, um precioso cofre de marfim islâmico do século XI e um cálice manuelino com as armas de D. Diogo de Sousa.
Também se visitam várias capelas e salas, o coro da catedral com os seus órgãos, apenas acessíveis com visita guiada.

## Museu do sino
O Museu do Sino é uma iniciativa do Cabido da Sé Metropolitana e Primacial de Braga, em colaboração com "A Fundição de Sinos de Braga". O Museu terá mais de 200 sinos.